# Котенко Сергій Володимирович
Котенко Сергій Володимирович (2 грудня 1956) — радянський ватерполіст.
Олімпійський чемпіон 1980 року, бронзовий призер 1988 року, учасник 1976 року.
Чемпіон світу з водних видів спорту 1982 року, бронзовий призер 1986 року.
Чемпіон Європи з водного поло 1983, 1985, 1987 років, срібний призер 1981 року.